# マーサー大学
マーサー大学（英語: Mercer University）は、アメリカ合衆国ジョージア州メイコン市に本拠を置くキリスト教プロテスタントの一派である南部バプテスト系の私立総合大学である。
日本の大学における学部に相当する12のスクール（School）とカレッジ（College）を持ち、130以上の学科、専攻を有している。また大学院も持っている。メイコン市のメインキャンパスの他に、同じジョージア州内のアトランタ市とサバンナ市にキャンパスがあり、8,500人以上の学生が在籍している。
北九州市の西南女学院大学と姉妹校の関係にある。西南学院の創設者C・K・ドージャーの出身校でもある。

## 学部
- College of Liberal Arts (教養学部)
- Eugene W. Stetson School of Business and Economics (経営学部、経済学部)
- School of Engineering (工学部)
- Tift College of Education (教育学部)
- Townsend School of Music (音楽学部)
- Penfield College (継続教育、生涯学習)
- Walter F. George School of Law (法学部)
- James and Carolyn McAfee School of Theology (神学部)
- School of Medicine (医学部)
- College of Pharmacy (薬学部)
- Georgia Baptist College of Nursing (看護学部)
- College of Health Professions　(保健学部)